# Slovenska mejna pregrada
Slovenska mejna pregrada je pregrada na meji, ki je trenutno v lasti Slovenije na meji s Hrvaško, kot odziv na evropsko migrantsko krizo. Ker sta obe državi (Slovenija in Hrvaška) članici Evropske unije, je »pregrada« locirana kot notranja meja EU. Trenutno samo Slovenija omogoča prosti prehod čez Šengensko območje, vendar bi se naj temu priključila tudi Hrvaška v bližnji prihodnosti.
Marca 2016 je Slovenija napovedala, da bo vstop v državo dovoljen samo tistim migrantom, ki bodo zaprosili za tukajšnji azil in tistim, ki bodo  upravičeni do humanitarnih potreb.

## Zgodovina
V novembru 2015, je Slovenija začela s postavljanjem pregrade sestavljene iz bodeče žice, katere naloga je nadzirati pretok beguncev in migrantov, dokler je meja odprta. 643,7 km dolga meja med Slovenijo in Hrvaško predstavlja jugo-vzhodno mejo Šengenskega območja (kjer je prestopanje med članicami EU možno brez potnega lista). 
Več kot 100 tisoč migrantov je poskušalo vstopiti v Šengensko območje v letu 2015, med njimi pa je tudi bilo 171 tisoč beguncev iz vojn v Afganistanu in Siriji, ki so poskušali preko Hrvaške vstopiti v Slovenijo, ko je Madžarska 16. oktobra 2015 zaprla mejo. Pretok migrantov so kasneje preusmerili na pot skozi Albanijo in Italijo.
V marcu 2016 je Slovenija prenehala s prevozom migrantov čez svoje ozemlje, ter napovedala, da bo vstop v državo dovoljen samo tistim migrantom, ki bodo zaprosili za tukajšnji azil ter tistim, ki bodo  upravičeni do humanitarnih potreb. V reakcijo na ta predlog, je Srbija predlagala zaprtje mej z Makedonijo in Bolgarijo za migrante brez veljavnih osebnih dokumentov.

## Vplivi na okolje
Hrvaška je razložila Evropski uniji, da »slovenska ograja« ovira prehajanje prostoživečih živali, kot je jelen in da s tem »Slovenija krši Evropsko legalizacijo in ohranjanje naravnih habitatov v tem okolju«.
Jeklena žičnata ograja, ki jo je Slovenija postavila v decembru 2015 na mejo z zahodnimi hrvaškimi regijami Istre in Gorskega kotarja, ogroža habitata kot sta volk in rjavi medved, ki sta zaščitena z zakonodajo na hrvaških tleh. Prav tako so lokalni lovci našli jelena, ubitega zaradi žičnate ograje. Svetovna organizacija za zaščito divjih živali (WWF) in tamkajšnji prebivalci na obeh straneh meje, so izvedli proteste, za odstranitev te žičnate ograje.